# Hormonema schizolunatum
Hormonema schizolunatum är en svampart som beskrevs av Middelhoven & de Hoog 1997. Hormonema schizolunatum ingår i släktet Hormonema och familjen Dothioraceae.   Inga underarter finns listade i Catalogue of Life.